# China COSCO
China COSCO Holdings Company Limited (HKEX: 1919,SSE: 601919) (forkortet "China COSCO") er et kinesisk shippingselskab som er etableret i 2005. China COSCO er børsnoteret på Hong Kong Stock Exchange og Shanghai Stock Exchange og et datterselskab til det statsejede China Ocean Shipping (Group) Company ("COSCO-koncernen"), som bl.a. er verdens 9. største containerrederi. China COSCO driver en bred vifte af shippingaktiviteter containershipping, tørlastshipping, tredjepartslogistik, spedition, havneterminaler og containerleasing både indenrigs og udenrigs. Hovedsædet er i Beijing.